# Deutsch-Wagram

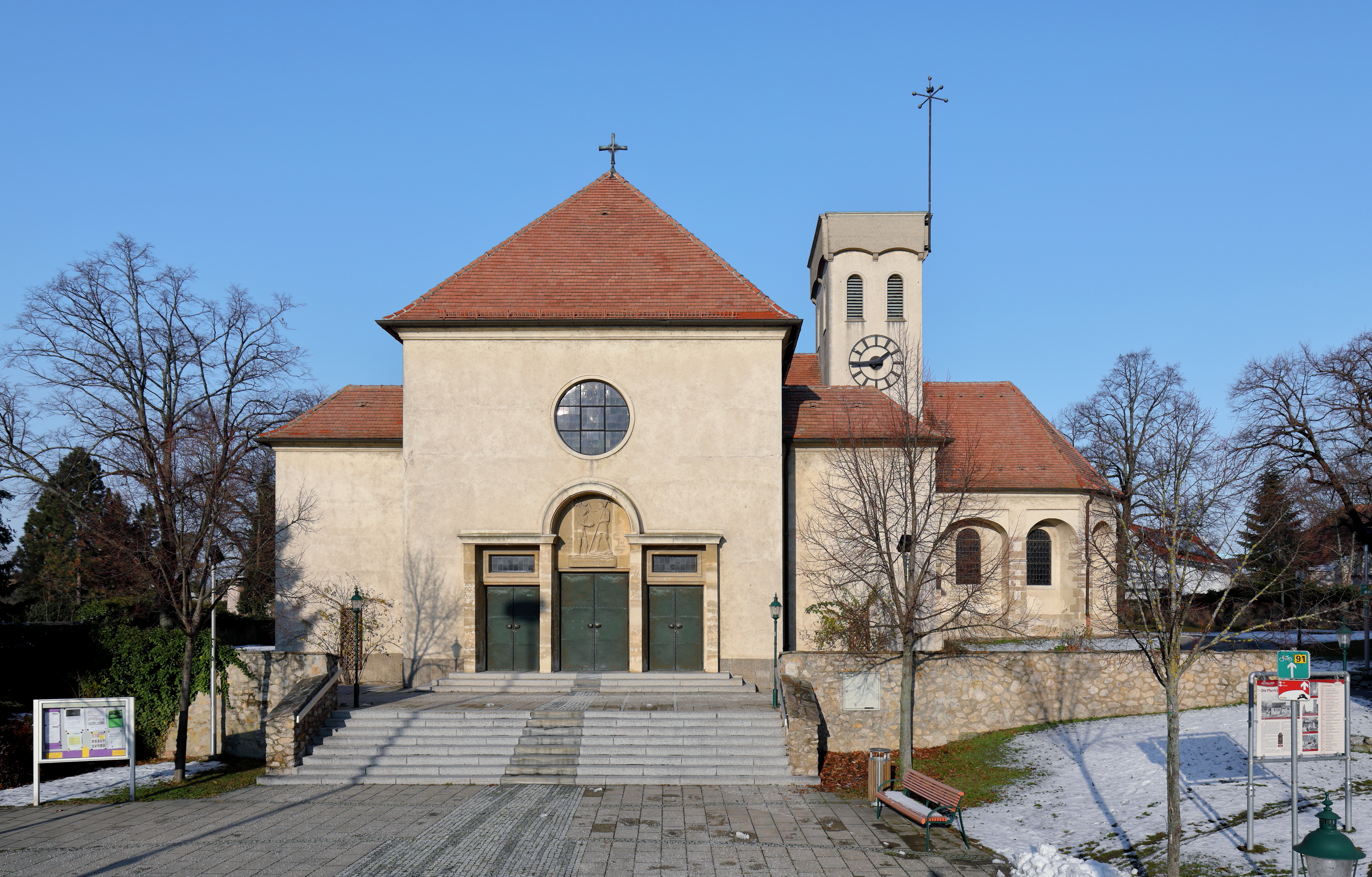
Kyrkan i Deutsch-Wagram.

Deutsch-Wagram är en stadskommun i distriktet Gänserndorf i det österrikiska förbundslandet Niederösterreich, cirka 18 km nordost om Wien. Kommunen har 9 223 invånare (2024).
Under Napoleonkrigen utkämpades den 5–6 juli 1809 slaget vid Wagram mellan fransmännen och österrikarna. I staden finns ett minnesmonument över slaget.